# Сады Моир
Сады Моир — ботанические сады, расположенные в пределах плантации Аутригер Киахуна, 2253 Поипу-Роуд, поселение Поипу, остров Кауаи, штат Гавайи. Имеют координаты 21°52′38″ с. ш. 159°27′39″ з. д.. Площадь составляет около 14,2 га. Сады ежедневно открыты для свободного посещения.

## История
Сады были созданы в 1930-х годах Александрой Моир, в то время как её муж был управляющим первой сахарной плантации на Гавайях (Плантация Колоа). В 1948 году эти частные сады получили оценку специалистов как «один из десяти лучших садов мира кактусов и суккулентов.» В 1954 году были открыты для публики.

## Описание
В настоящее время в садах произратают редкие кактусы и суккуленты, бромелиевые, орхидеи, кувшинковые и старые деревья.